# James Nolan Mason
James Mason Nolan (Chillicothe, 25 luglio 1952) è un politico, saggista e scrittore statunitense neonazista, considerato l'ideologo dell'organizzazione terroristica di estrema destra Atomwaffen Division.

## Biografia

### Primi anni di vita
Mason nacque e crebbe a Chillicothe, in Ohio, e sin da giovane iniziò ad interessarsi alla politica, come dichiarato nel suo libro più conosciuto, Siege, dove racconta che questo interesse nacque quando padre lo portò a un comizio di Richard Nixon nel 1960. Da lì in poi supporterà, fino al 1966, politici conservatori e populisti come Barry Goldwater e George Wallace.

### Carriera nel neonazismo americano

#### Ingresso nel Partito Nazista Americano
All'età di quattordici anni si iscrive ad uno dei vari movimenti giovanili del Partito Nazista Americano, supportando quasi fanaticamente il suo leader George Licnoln Rockwell e, quando nel 1968 progettò di assassinare il preside e altri membri del personale del suo liceo, seguì il consiglio di un membro del partito e abbandonò l'idea, lasciando la scuola e iniziando a lavorare presso la sede del movimento, in Virginia. Quando Rockwell fu assassinato nel 1967, Mason si iscrisse al nuovo movimento giovanile del partito, il Fronte di Liberazione Nazionalsocialista, di Joseph Tommasi, suo amico, da lui considerato degno successore del defunto leader. All'età di diciott'anni si iscrisse definitivamente al Partito Nazista Americano, diventandone membro effettivo, e fece ritorno a Chillicothe.

#### Universal Order
All'inizio degli anni '80, Mason iniziò a collaborare con Sandra Good e Lynette Fromme, due seguaci di Charles Manson, ex membri della Manson Family. Nel 1982, insieme a Manson, fondò Universal Order, un'organizzazione che raggiunse la stessa notorietà della Manson Family, e che incoraggiava con il terrore e la violenza idee di estrema destra e di suprematismo bianco.

#### Rifondazione del Fronte di Liberazione Nazionalsocialista
Il 15 agosto 1975, Joseph Tommasi, che aveva fondato il movimento giovanile del Partito Nazista Americano noto come Fronte di Liberazione Nazionalsocialista (che aveva poi reso un partito a sé stante nel 1974), fu assassinato, e David Rust, suo vice, assunse la guida del movimento. Tuttavia, egli lo dissolse dopo pochi mesi. Tuttavia, fu proprio James Mason che, nel 1980, rifondò il partito, assumendone la presidenza, e riportandolo alla notorietà dei suoi primi anni. Lo abbandonò tuttavia nel 1982, lasciandolo a Karl Hand, sotto la cui guida fu dissolto completamente

### Ruolo nell'Atomwaffen Division
Gli scritti di Mason in Siege, che sono stati raccolti in un libro, sono conosciuti per aver costituito gran parte delle fondamenta ideologiche dell'Atomwaffen Division, un'organizzazione terroristica di estrema destra internazionale fondata da Brandon Russell. In un'intervista a Frontline, Mason ha affermato di essere stato avvicinato da membri del gruppo che volevano reclutarlo come consulente ideologico, posizione da lui accettata e assunta immediatamente, ma ha anche dichiarato di non aver avuto alcun ruolo nell'orchestrare i complotti e gli attentati legati al gruppo, che però non condanna. In seguito, in un'intervista separata con la MSNBC, Mason ha affermato che i membri gli hanno spesso rivelato le loro intenzioni di commettere atti di violenza.

## Ideologia politica

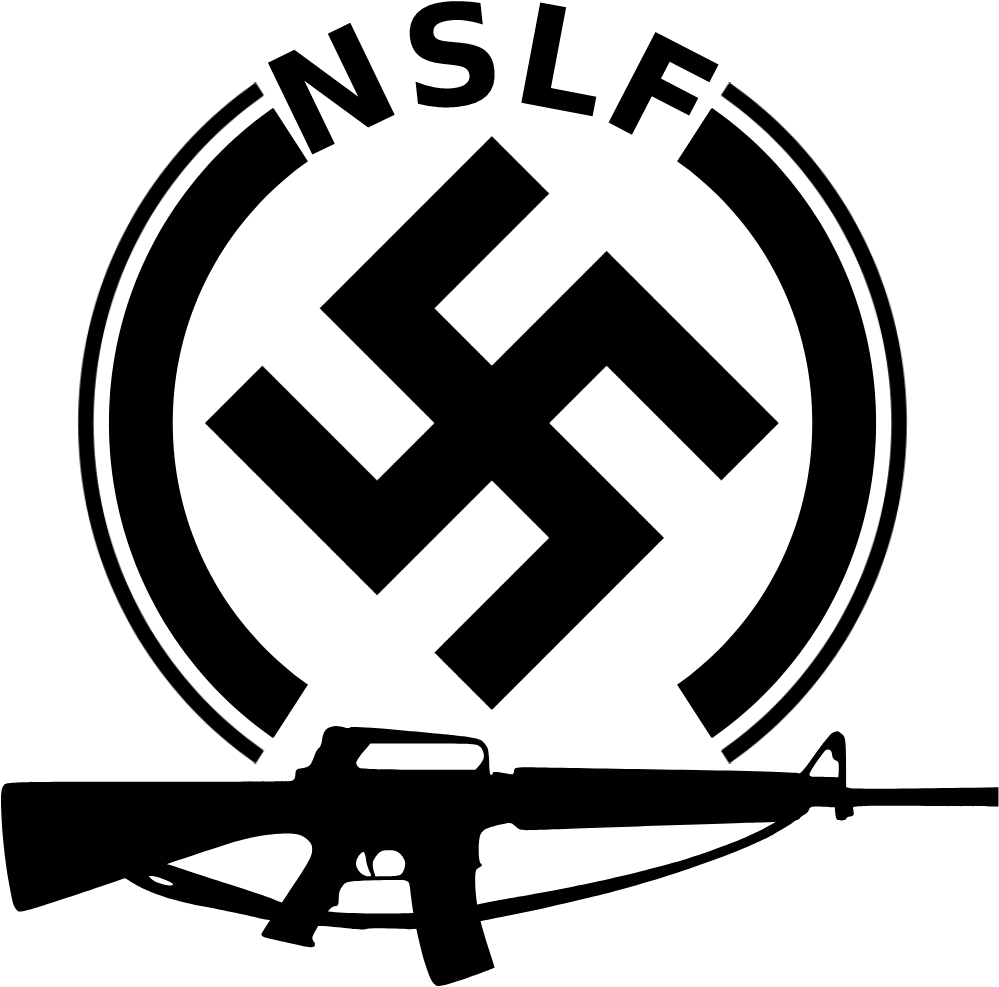
Logo del Fronte di Liberazione Nazionalsocialista, fondato da Joseph Tommasi, di cui James Nolan Mason è stato leader dal 1980 al 1982

Mason dichiara di credere che i neonazisti non possano prendere il potere fino a quando l'attuale sistema di governo degli Stati Uniti rimarrà al potere, e ha invocato l'omicidio e la violenza come la soluzione migliore per creare il caos e l'anarchia, destabilizzando così il governo e rendendo più facile l'ascesa dell'estrema destra. Nella sua pubblicazione Siege, Mason sostiene che la morte del leader nazista americano George Lincoln Rockwell sia stata cruciale, poiché, senza la sua leadership, il nazionalsocialismo non avrebbe più potuto funzionare come partito politico legittimo, rendendo quelle che descrive come "tattiche rivoluzionarie" l'unica opzione possibile. Mason considera i terroristi Timothy McVeigh e James Fields Jr. degli "eroi" e Joseph Tommasi il "fondatore della rivoluzione nazionalsocialista americana". Nel 2016 ha espresso che l'elezione di Donald Trump gli ha dato speranza, commentando che "per rendere l'America di nuovo grande, bisogna renderla di nuovo bianca".

## Scrittura
Gli scritti di Mason sono considerati influenti tra i movimenti di destra radicale e neonazisti in tutta America. Tra il 1978 e il 1980 ha curato la newsletter The Stormer, e nel 1980 ha pubblicato Siege, che è stato la base dell'ideologia dell'Atomwaffen Division. Nel 2000 ha pubblicato anche Il Teocrate, un confronto tra passi della Bibbia e passi del Mein Kampf di Adolf Hitler.